# إيليتسا يانكوفا
إيليتسا أتاناسوفا يانكوفا (بالبلغارية: Елица Янкова)، لاعبة مصارعة بلغارية في فئة المصارعة الحرة، وتلعب ضمن فئة وزن 48 كغم.
عام 2009، بدأت ممارسة الألعاب القتالية وكان عمرها 15 عاماً، مع المدرب ناسكو سيميونوف في فريق «الصقر الأسود» في نادي فارنا. ثم انتقلت إلى صوفيا حيث بدأت التدريب مع المدرب بيتر كاسابوف.
عام 2012، تخرجت من المدرسة الرياضية لكنها التحقت بجامعة بلوفديف كطالبة تدريب بدوام جزئي في تخصص التعليم المنزلي.
أهم إنجازاتها الرياضية:
- 2011 – المركز الخامس في بطولة أوروبا للطلاب في زرينيانين
- 2012 – المركز الخامس في بطولة أوروبا للسيدات في زغرب
- 2013 – المركز الأول في بطولة العالم في صوفيا
- 2013 – المركز الثاني في بطولة أوروبا للسيدات في سكوبيه
- 2014 – المركز الثاني في بطولة "دان كولوف 2014“
- 2014 – المركز الثالث في بطولة أوروبا في كاتوفيتسه
- 2015 – المركز الثاني في أولمبياد أوروبا في باكو
- 2016 – المركز الثالث في بطولة أوروبا في ريغا.[2][4]

## المشاركة فيالألعاب الأولمبية الصيفية 2016
عام 2016، شاركت إيليتسا في الألعاب الأولمبية الصيفية 2016 مع الوفد البلغاري، بعد تأهلها في بطولة أوروبا التأهيلية في زرنيانين. في أول مبارياتها، فازت إيليتسا على اللاعبة الكاميرونية ريبيكا موامبا ندولا بنتيجة 10:0. في مباراتها الثانية فازت على الروسية ميلانا داداشيفا يانكوفا بنتيجة 6:9. في الدور ربع النهائي، خسرت أمام الكولمبية كارولينا كاستيلو هيدالغو بنتيجة 2:3 فحصلت بالتالي على الميدالية البرونزية وهي الأولى لبلغاريا في الأولمبياد.

## روابط خارجية
- إيليتسا يانكوفا على موقع قاعدة بيانات المصارعة الدولية (الإنجليزية)
- إيليتسا يانكوفا على موقع أوليمبيديا (الإنجليزية)